# Baiju
Baiju, deutsche Aussprache Baidschu (auch Baichu und Bāyjū, mongolisch ᠠᠰᠯᠥᠢᠦᠵᠺᠠ ᠧᠦᠢᠥ ᠵᠠᠺᠠᠠᠵ Bajdschu Nojan), war ein mongolischer Befehlshaber in Persien (bl. 1230–1260). Er diente unter Großkhan Ögedei Khan und folgte Chormagan als Noyan (Militärgouverneur) nach.

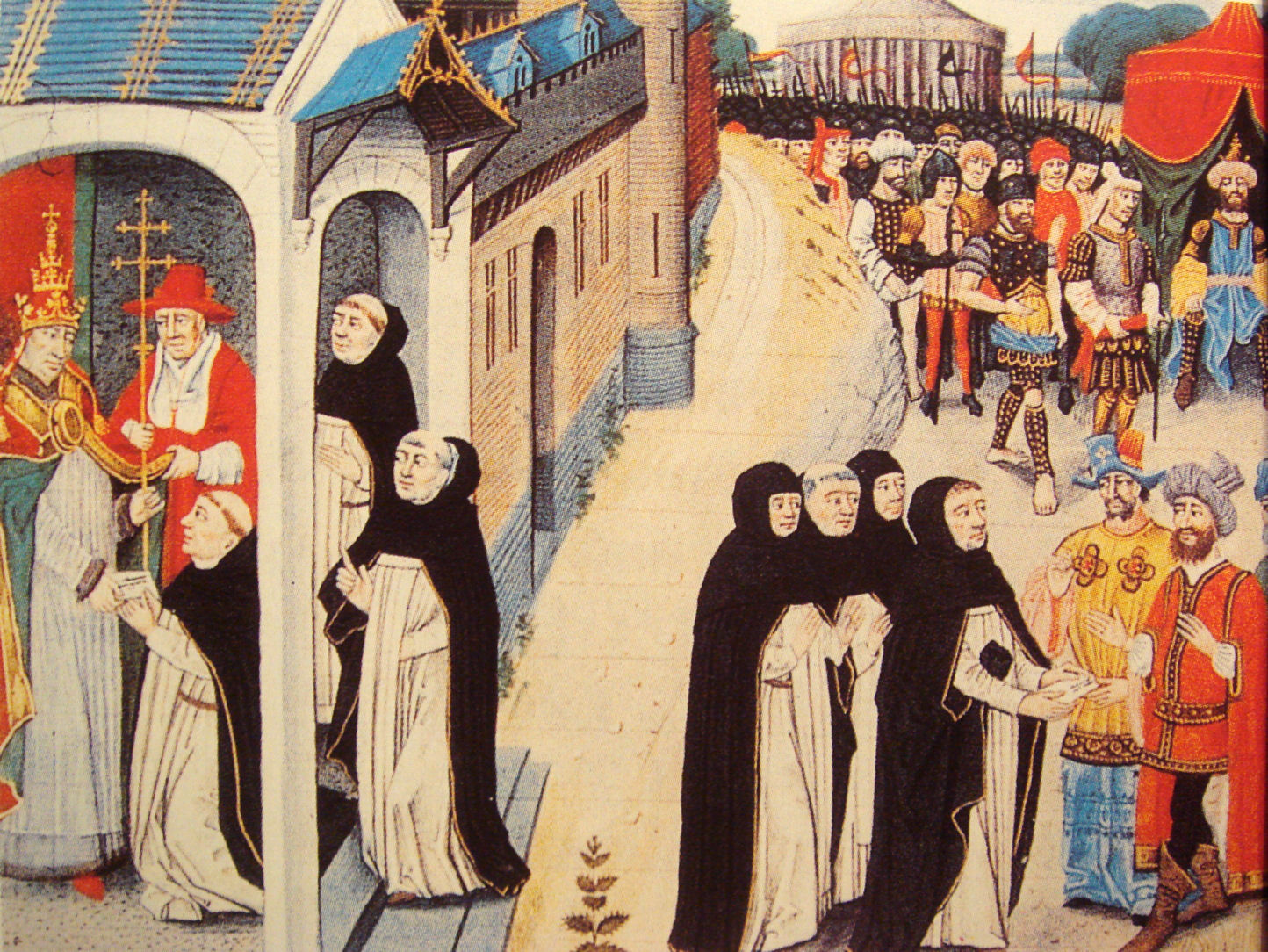
Nicolaus Ascelinus erhält einen Brief von Papst Innozenz IV. (links) und übergibt ihn an den mongolischen General Baiju (rechts).

## Leben
Baiju nahm an verschiedenen Feldzügen der Mongolen teil, darunter der Angriff auf Isfahan 1228 und mehrere Aktionen im Kaukasus. Er stieg zum Stellvertreter von Chormagan auf, der 1229 zum Noyan für den Westen ernannt worden war. Als dieser zunehmend durch eine Paralyse nicht mehr das Kommando führen konnte, ersetzte ihn Baiju 1242. Kurz darauf begann er schon mit einer Kampagne gegen die Rum-Seldschuken in Anatolien und eroberte Erzurum. 1243 schlug er die Seldschuken unter Kai Chosrau II. vernichtend in der Schlacht vom Köse Dağ und machte sich die Rum-Seldschuken zu Vasallen. Später setzten die Mongolen David VII., der mehrere Jahre Gefangene der Rum-Seldschuken war, als Vasall auf den georgischen Thron. 
Die Mongolen hatten aber nur einige Truppen in der Region und hielten ihre Vasallen durch bestrafende Raubzüge in Schach. Baiju führte Zehntausendschaften (Mong. Tumen) 1246 zu einem Raubzug nach Syrien und kam auch dort zum ersten Mal mit dem Fürstentum Antiochia in Kontakt. Trotz seiner kleinen Erfolge dort waren seine zwei Feldzüge gegen die Abbasiden im Irak 1238 und 1246 weniger erfolgreich. Der erneute Vormarsch der Mongolen bewegte wohl Papst Innozenz IV. wieder eine Gesandtschaft zu den Mongolen zu schicken. Diese erschien unter Führung von Nicolaus Ascelinus am 24. Mai 1247 in Baijus Lager in Sissian.
Nach dem Tod Ögedei Khans wurde Baiju durch den neuen Großkhan Güyük Khan 1246 durch Eljigidei ersetzt. Aber 1251/1252 wurde Eljigidei und seine ganze Familie Opfer der politischen Säuberungen des neuen Großkhans Möngke Khan.
Unter Baiju konnten die Mongolen in den 1240ern und den 1250ern ihre Kontrolle über den heutigen Iran halten und hatten mehrere Vasallen wie Rum-Seldschuken und Georgier. Sie mischten sich in die Thronnachfolgen ihrer Vasallen ein und verlangten Tribute. Aber die Abbasiden in Bagdad und die Assassinen im Elburs-Gebirge blieben unabhängig, bis Hülegü 1255 an die Macht kam.
Baiju wurde wahrscheinlich von Hülegü vorgeworfen, dass er es nicht schaffte, die mongolische Macht weiter auszudehnen und wurde von Hülegü persönlich als Oberbefehlshaber 1255 ersetzt. Doch Baiju nahm unter Hülegü noch an weiteren Feldzügen teil, so gegen die Rum-Seldschuken 1256, gegen Bagdad 1258 und gegen Ägypten und Syrien 1259.
Es ist nicht klar, was mit Baiju später geschah. Hülegü zog mit einem großen Teil der Armee 1260 ab und überließ das Kommando der zurückgebliebenen Armee Kitbugha. Gemäß Raschīd ad-Dīn wurde Baiju auf Geheiß Hülegüs hingerichtet. Seine Stelle nahm der Sohn Chormagans namens Schiremun ein.

## Erwähnung in der Populärkultur
In der zweiten Staffel der türkischen Kultserie Dirilis Ertugrul, welche die Vorphase des Osmanischen Reichs im 13. Jahrhundert erzählt, taucht Baiju (als „Baycu Noyan“) während seines Anatolien-Feldzugs als Gegenspieler des Ertugrul Gazi auf. Dargestellt wird Baiju von Barış Bağcı.